# Pas de vacances pour les idoles
Pour plus de détails, voir Fiche technique et Distribution.
Pas de vacances pour les idoles est un film québécois réalisé par Denis Héroux, sorti en 1965.
Ce film est connu pour mettre en vedette plusieurs personnalités québécoises notables de la chanson: Joël Denis, Donald Lautrec, les Têtes Blanches, etc.
Le film reçut des critiques partagées et fut un échec commercial.

## Synopsis
Michel désire devenir un artiste de music-hall, mais se retrouve mêlé malgré lui avec la pègre...

## Fiche technique
Sauf indication contraire, les informations mentionnées dans cette section peuvent être confirmées par la base de données cinématographiques IMDb,  présente dans la section « Liens externes ».
- Réalisation : Denis Héroux
- Scénario : Noël Vallerand
- Musique : Georges Tremblay
- Photographie : Jean-Claude Labrecque
- Son : Michel Belaïeff
- Montage : Werner Nold
- Production : Pierre Lamy (non crédité)
- Sociétés de production : Onyx Films, Lattino Films
- Société de distribution : France Films
- Budget : 60 000$[1]
- Pays de production : Canada
- Langue originale : français
- Format : noir et blanc — 16mm — 35mm
- Genre : comédie musicale, satire
- Durée : 89 minutes
- Dates de sortie :
  - Canada: 15 octobre 1965
- Classification : 
  - Canada : Pour tous[2]

## Distribution
- Joël Denis : Michel
- Albert Millaire
- Suzanne Lévesque : Sophie
- Marcel Cabay
- Jacques Godin
- Josyane Gibert (créditée Josiane Gibert)
- Yvan Ducharme
- Alain Stanké
- Colette Dorsay
- Tran Thieu Hung
- Nguyen Xuan Thinh
- Jean de Villiers
- Gaston Bergeron
- Michel Trahan
- Claude Michaud
- Donald Lautrec
- Les Têtes Blanches (Hou-Lops)
- Lucille Cousineau
- Yvan Côté
- Renée Girard
- Jacques Matti
- Jean-Guy Sabourin

## Production

### Genèse
Denis Héroux décida de faire le film au printemps 1965 en voyant l'impact que provoquait les films des Beatles (Quatre Garçons dans le vent, Help!) ainsi que celui des prestations de Joël Denis: 
« Après avoir vu les films des Beatles, j’ai eu l’impression qu’il y avait un individu qui pourrait créer le même phénomène sociologique au Québec. J’ai vu Joël Denis, en province, faire un spectacle devant une foule, j’ai vu une communicabilité entre cet individu et le public; je me suis aperçu que, plus en dehors de Montréal qu’à Montréal même, Joël Denis était un phénomène sociologique. Je me suis dit que ce serait intéressant de transmettre ce même phénomène dans un film. »

### Tournage
Le tournage dura trois semaines.
Le scénario et le découpage furent modifiés pendant le tournage, et les dialogues « étaient écrits en partie et improvisés en partie, selon les comédiens. »

Le nombre limité de spots d'éclairages contraint le réalisateur à écourter la durée de ses plans:
« [...] nous n'avions que trois « spots » et nous ne pouvions éclairer que deux pans de mur à la fois, j’étais donc obligé de faire des plans très courts. »

#### Lieux de tournage
En raison du budget limité, le film fut principalement tourné dans des décors naturels, bien qu'une partie du film fut tourné dans les studios de Télé-Métropole. La séquence mettant en scène les Têtes Blanches fut tournée dans une boîte de nuit de Saint-Hyacinthe, intitulée l'Escapade. D'autres scènes furent tournées à Toronto, devant les lettres de l'Expo, au traversier Québec-Lévis et dans les aérogares de Montréal et de Toronto.

## Musiques
Sauf indication contraire, les informations mentionnées dans cette section peuvent être confirmées par la base de données cinématographiques IMDb,  présente dans la section « Liens externes ».
- Hey! Hey! Lolita! (Jump in the Line) — Joël Denis
- Loin dans ma campagne — Donald Lautrec
- La valse oubliée — Joël Denis
- Dou dah — Joël Denis
- Vas-y dis-lui — Joël Denis
- Comme La Mer — Joël Denis
- Alouette
- Dernière Minute — Les Hou-Lops / Têtes Blanches

## Accueil

### Sortie
La première du film eu lieu le 15 octobre 1965 au cinéma Saint-Denis à Montréal. Il ne resta qu'un mois à l'affiche.
Le slogan du film indique qu'il s'agit du « premier film musical canadien », bien que Les Lumières de ma ville, sorti en 1950, était l'un des premiers films canadiens du genre. Il fut cependant considéré par des critiques comme étant le premier vrai film commercial canadien,.

### Box-office
Le film fut un échec commercial. Joël Denis devait recevoir 10% des bénéfices du film mais ne put les toucher. Le producteur reçut entre 20 000 et 25 000$ des bénéfices.

### Accueil critique
Michèle Favreau, de La Presse, remarqua que le film avait « moins de sottise et [...] de vulgarité, plus d'imagination et [d']humour » que ce qui existait à l'époque dans le genre aux États-Unis. Elle apprécia les gags et le côté satirique présents dans le film, et trouva ses images et son montage « professionnel[s] ». Elle trouva cependant que « La plus grande faiblesse du film est [...] au plan du scénario, des dialogues, de l'interprétation des comédiens amateurs ou débutants, qui contraste de manière éloquente avec celle des comédiens professionnels. Joël Denis peut danser, chanter, rire, mais il ne sait pas jouer. Pas plus que ses partenaires féminines. ». Elle conclut en disant que « "Pas de vacances pour les idoles" n'est pas une réussite, mais c'est peut-être une promesse, dans un genre qui a sa place dans une production nationale normale. »
Suzanne Thomas, du Clairon Saint-Hyacinthe, fit une critique positive du film, le qualifiant de « fantaisie amusante sur le monde de la chanson et celui de la pègre ».
Marie-Claire Lanctot, du Quartier Latin, apprécia les performances des acteurs et des actrices, les gags, et le rythme du film, mais critiqua la présence de Marcel Cabay dans le film.
Pierre Vincent, du Petit Journal, trouva que le film « n'a rien de comparable [à ceux] tournés avec les Beatles, Johnny Hallyday ou Elvis Presley... loin de là! Heureusement qu’il y a des gags vraiment amusants à certains endroits! »
Michel Girouard, de La Patrie, dit que « [...] nous pouvons et devons souligner l'excellence des prises de vue et la grande qualité des pièces musicales. De Joël Denis, disons qu’il est égal à lui-même, ce qui veut dire qu'il est toujours un excellent fantaisiste ».
Le Devoir écrivit : « pas encore mûrs pour les grandes choses, nous le sommes donc au moins pour le yé-yé. Un petit Tintin sympathique et sans prétention à qui le contexte donne une allure de grande réussite ».
Patrick Straram, de Parti Pris, affirma que le film « n’existe que pour “mettre à profit” une psychose collective, surtout adolescente, sans aucune idée, aucune intention d’auteur. C’est bête, vulgaire, inintéressant. »

#### Accueil critique du réalisateur
Denis Héroux lui-même admit que le film comportait des erreurs et qu'il n'était pas « complètement fini ». Il trouva cependant que son film était « amusant ».

## Accessibilité
Le film est disponible sur Club Illico.